# Eunice Kennedy Shriver
Eunice Kennedy Shriver   (Brookline, 10 de juliol de 1921 - Hyannis, 11 d'agost de 2009) va ser una filantropa estatunidenca, membre de la Família Kennedy, germana del President dels Estats Units John Fitzgerald Kennedy, i dels senadors Edward Kennedy i Robert Francis Kennedy. És coneguda per ser la fundadora dels Special Olympics, una organització esportiva per a persones amb discapacitat física i intel·lectual.
El 1984 se li va atorgar la Medalla Presidencial de la Llibertat. La seva participació fou també crucial per a la creació d'altres organitzacions benèfiques del mateix tipus, com ara el National Institute of Child Health and Human Development (NICHD), branca de l'Institut Nacional de Salut dels EUA (1962), que el 2008 adoptà oficialment el seu nom.
Va militar en el Partit Demòcrata dels Estats Units però també va fer campanya contra l'avortament. Tot i que no va ocupar mai cap càrrec polític electiu, sí que va concórrer moltes vegades al Congrés en els seus esforços per aconseguir legislació i recursos per a programes enfocats a les persones amb discapacitat mental.
El 1953 va casar-se amb Sargent Shriver, ambaixador dels Estats Units a Irlanda i candidat a la vicepresidència dels Estats Units el 1972. La seva filla Maria Shriver va estar casada amb l'actor i Governador de Califòrnia Arnold Schwarzenegger.